# امیلی اورولت
امیلی اورولت (انگلیسی: Emily Overholt؛ زادهٔ ۴ اکتبر ۱۹۹۷) ورزشکار ورزش شنا اهل کانادا است.
وی در مسابقات کشوری و بین‌المللی در مجموع برندهٔ ۱ مدال طلا، ۲ مدال نقره و ۵ مدال برنز شده‌است.